# Condado de Lafayette (Misisipi)
El condado de Lafayette (en inglés: Lafayette County), fundado en 1836, es un condado del estado estadounidense de Misisipi. De acuerdo con el censo de 2010, ese año tenía una población de 47.351 habitantes. Su población estimada, a mediados de 2019, es de 54.019 habitantes. La capital del condado es Oxford.

## Geografía
Según la Oficina del Censo, el condado tiene un área total de 1760 km² , de la cual 1640 km² es tierra y 120 km² es agua.

## Demografía
En el 2000 la renta per cápita promedia del condado era de $ 28 517 y el ingreso promedio para una familia era de $42 910. El ingreso per cápita para el condado era de $16 406. En 2000 los hombres tenían un ingreso per cápita de $30 964 frente a $21 207 para las mujeres. Alrededor del 21,30% de la población estaba bajo el umbral de pobreza nacional.

## Condados adyacentes
- Condado de Marshall (norte)
- Condado de Union (noreste)
- Condado de Pontotoc (sureste)
- Condado de Calhoun (sur)
- Condado de Yalobusha (suroeste)
- Condado de Panola (oeste)
- Condado de Tate (noroeste)

## Localidades
Municipios incorporados
- Oxford
- Abbeville
- Taylor

Lugares designados por el censo
- University

Área no incorporada
- Denmark
- Harmontown
- Paris
- Tula
- Yocona

## Principales carreteras
- Carretera 6
- Carretera 7
- Carretera 30